# Verza Automobili G.A.R.
Verza Automobili G.A.R. war ein italienischer Hersteller von Automobilen.

## Unternehmensgeschichte
Das Unternehmen aus Mailand begann 1924 mit der Produktion von Automobilen. Der Markenname lautete GAR. 1926 endete die Produktion. Costruzioni Automobili Riuniti aus Mailand übernahm das Konzept.

## Fahrzeuge
Die Fahrzeuge entstanden nach einer Lizenz von Cyclecars G.A.R. Für den Antrieb sorgten Vierzylindermotoren von Chapuis-Dornier.